# Cavarzere
Cavarzere är en ort och kommun i storstadsregionen Venedig, innan 2015 provinsen Venedig, i regionen Veneto i Italien. Kommunen hade 13 637 invånare (2018).